# Katie Bowen
Kate Elizabeth Bowen (sinh ngày 15 tháng 4 năm 1994) là một cầu thủ bóng đá chuyên nghiệp người New Zealand thi đấu ở vị trí tiền vệ cho Melbourne City tại A-League Women và đội tuyển nữ quốc gia New Zealand. 